# Deutsch-sowjetische Beziehungen
Die Deutsch-sowjetischen Beziehungen bezeichnen das zwischenstaatliche Verhältnis zwischen Sowjetrussland bzw. der Sowjetunion (UdSSR) und den verschiedenen, während ihrer Existenz bestehenden deutschen Staaten. Darunter fallen das Deutsche Kaiserreich, die Weimarer Republik, der NS-Staat unter Adolf Hitler, die Bundesrepublik Deutschland (BRD), die Deutsche Demokratische Republik (DDR) und das wiedervereinigte Deutschland unter Bundeskanzler Helmut Kohl nach 1990.
Das Deutsche Reich unterstützte russische Revolutionäre während des Ersten Weltkriegs und begünstigte damit die Oktoberrevolution 1917. Nach dem Krieg kam es zu einer engen Partnerschaft zwischen der Weimarer Republik und der Sowjetunion, die militärische und wirtschaftliche Kooperation umfasste. Nach der Machtübernahme von Adolf Hitler schloss dieser 1939 den Hitler-Stalin-Pakt und beide Regime arbeiteten bei der Aufteilung Polens zusammen, bevor Hitler 1941 den Pakt mit einem Angriff auf die Sowjetunion brach. Der Krieg endete 1945 mit einer deutschen Niederlage und dem Verlust der Deutschen Ostgebiete sowie der folgenden Teilung Deutschland in die DDR, einen prosowjetischen Staat, und die BRD, die sich außenpolitisch an die Westmächte anlehnte. Unter Michael Gorbatschow ermöglichten die Sowjets schließlich die deutsche Wiedervereinigung im Jahre 1990, kurz bevor es zum Zerfall der Sowjetunion kam.

## Geschichte der Deutsch-sowjetischen Beziehungen

### Vorgeschichte

Reiseroute Lenins von 1917

Die politische Ideologie des sowjetischen Staates war der Marxismus bzw. der Marxismus-Leninismus. Die Ideen der aus Deutschland stammenden Denker Karl Marx und Friedrich Engels hatten damit einen maßgeblichen Einfluss auf die spätere Entstehung und Entwicklung der Sowjetunion. Kontakte zwischen deutscher und russischer Arbeiterbewegung bestanden schon im 19. Jahrhundert über Vereinigungen wie die Internationale. Ab 1914 befand sich das Deutsche Kaiserreich mit dem Russischen Reich während des Ersten Weltkriegs im Kriegszustand. Die Deutschen unterstützten radikale russische Revolutionäre, um das Zarenreich zu destabilisieren und einen Rückzug der Russen von der Ostfront zu erzwingen. Bereits seit dem Beginn des Krieges bestanden Kontakte zwischen dem Auswärtigen Amt und antizaristischen russischen Exilanten in der Schweiz. Nach dem Sturz von Zar Nikolaus II. in der Februarrevolution 1917 stellte das Deutsche Reich dem Bolschewiken Wladimir Iljitsch Lenin einen plombierten Wagen zur Verfügung, damit dieser von Zürich nach Petrograd gelangen konnte. Überzeugungsarbeit für Lenin bei den Deutschen hatte zuvor Alexander Parvus geleistet, der auch half die Reise zu organisieren. Nach der Ankunft Lenins in Petrograd meldete die Oberste Heeresleitung an das Auswärtige Amt: „Lenins Eintritt in Russland geglückt. Er arbeitet völlig nach Wunsch.“
Lenin rief nach der Oktoberrevolution vom 7. November 1917 die Russische Sozialistische Föderative Sowjetrepublik aus. Lenin hatte der Bevölkerung ein Ende des Krieges versprochen und die russische Armee befand sich bereits im Zerfallsprozess, weshalb er in einer denkbar schlechten Verhandlungsposition gegenüber den Deutschen war. Nachdem die Mittelmächte in der Operation Faustschlag im Februar/März 1918 die Ukraine, Weißrussland und das Baltikum erobert hatten, mussten die Revolutionäre in Petrograd am 3. März 1918 im Friedensvertrag von Brest-Litowsk die Unabhängigkeit Polens und der russischen Westgebiete anerkennen. In diesem später als „Raubfrieden“ bezeichneten Vertrag verlor Russland ein Drittel seiner Bevölkerung und einen großen Teil seiner Industrie. Nach der deutschen Niederlage an der Westfront wurde allerdings auch in Deutschland die Monarchie gestürzt und dem Land wurden im Friedensvertrag von Versailles harte Bedingungen auferlegt. Die Gebiete des ehemaligen russischen Reiches versanken dagegen in einem blutigen Bürgerkrieg. In dessen Verlauf konnte die Rote Armee große Teile der verloren gegangenen Gebiete (wie die Ukraine und Weißrussland) zurückerobern. Nach dem Sieg der Bolschewiken im Bürgerkrieg wurde 1922 die Sowjetunion gegründet. Der Versuch Lenins, seine Revolution noch weiter nach Westen zu exportieren, scheiterte allerdings im fehlgeschlagenen sowjetischen Feldzug gegen Polen.

### Weimarer Republik und Sowjetrussland

#### Vertrag von Rapallo und Aufnahme diplomatischer Beziehungen

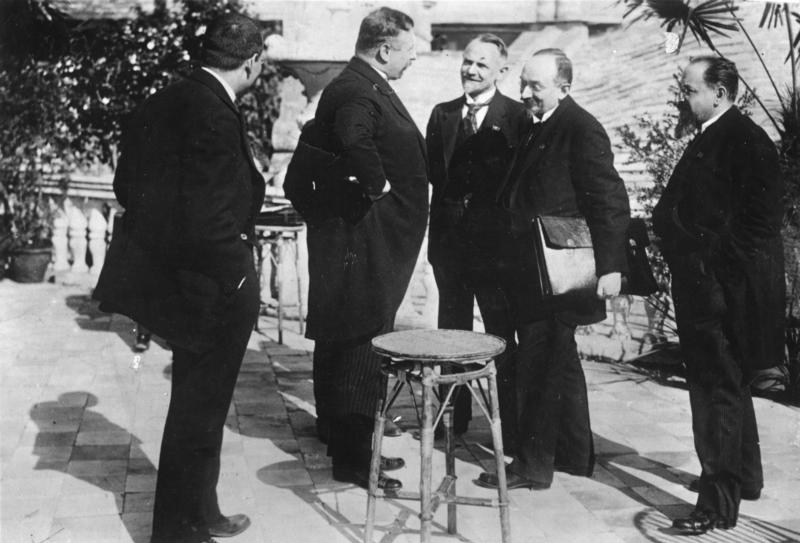
Unterzeichnung des Vertrag von Rapallo (1922)

Der Vertrag von Rapallo zwischen der Weimarer Republik und Sowjetrussland wurde am 16. April 1922 von dem deutschen Außenminister Walther Rathenau und seinem sowjetischen Kollegen Georgi Tschitscherin während der Konferenz von Genua unterzeichnet. Er hob alle gegenseitigen Ansprüche auf, stellte die vollen diplomatischen Beziehungen wieder her und begründete die Anfänge enger Beziehungen, die Deutschland zum wichtigsten Wirtschafts- und Handelspartner der Sowjetunion machten. Die Annäherung wurde vor allem durch die diplomatische Isolation beider Länder nach dem Ersten Weltkrieg begünstigt sowie der gemeinsamen Furcht vor der Zweiten Polnischen Republik und ihrem Bündnis mit Frankreich. Schon 1920 diskutierten Deutschland und Sowjetrussland über eine erneute Aufteilung Polens mit „einer gemeinsame Grenze, südlich von Litauen, ungefähr auf einer Linie mit Białystok“. Mit den Verträgen von Locarno 1925 mit Frankreich und Belgien brach Deutschland seine diplomatische Isolation, wobei es sich verpflichtete, diese Länder nicht mehr anzugreifen. Je weniger Deutschland von der Sowjetunion abhängig war, desto weniger war es bereit, subversive Einmischungen der Komintern zu dulden. 1925 wurden mehrere Mitglieder der Roten Hilfe, einer kommunistischen Parteiorganisation, in Leipzig im so genannten Tscheka-Prozess wegen Hochverrats verurteilt. Die Beziehungen zur Sowjetunion blieben allerdings kooperativ und 1926 unterzeichneten beide Länder den Berliner Vertrag, in dem sich die Parteien zum Vertrag von Rapallo, der Weiterführung der Zusammenarbeit und zur gegenseitigen Neutralität für weitere fünf Jahre bekannten.

#### Deutsch-sowjetische Kooperation
Eine enge Kooperation wurde in den 1920er-Jahren im Bereich der Rüstung und Verteidigung aufgebaut. Der Vertrag von Versailles beschränkte die deutsche Armee auf 100.000 Mann und verbot die Produktion zahlreicher Waffen. 1921 wurde die Sondergruppe R von Hans von Seeckt etabliert, welche über eine Zusammenarbeit mit den Sowjets die Bestimmungen von Versailles unterlief. Die Sowjets boten dem Weimarer Deutschland tief im Inneren der UdSSR Einrichtungen für den Bau und der Erprobung von Waffen und für die militärische Ausbildung an, weit weg von den Augen der Vertragsinspektoren. Im Gegenzug baten die Sowjets um Zugang zu deutschen technischen Entwicklungen und um Unterstützung beim Aufbau der Roten Armee. Die ersten deutschen Offiziere gingen zu diesem Zweck im März 1922 nach Sowjetrussland. Einen Monat später begann Junkers in Fili vor den Toren Moskaus mit dem Bau von Flugzeugen, was einen Verstoß gegen Versailles darstellte. Nach der Übergabe des Werks an die Sowjetunion wurden dort sowjetische Adaptionen der Junker-Bomber hergestellt, wie die Tupolew TB-1 und Tupolew TB-3. In der UdSSR trainierten auch zukünftige Piloten der Luftwaffe auf einer geheimen Fliegerschule in Lipezk ab 1925. Ab 1926 konnte die Reichswehr eine Panzerschule in Kasan und eine Chemiewaffenanlage im Gebiet Saratow (Gasversuchsgelände Tomka) nutzen. Die meisten Dokumente über die geheime deutsch-sowjetische militärische Zusammenarbeit wurden später systematisch vernichtet. Die polnischen und französischen Nachrichtendienste waren allerdings gut über die Zusammenarbeit informiert.
Auch auf dem Gebiet der Kultur, Wissenschaft und der Wirtschaft kam es zu einem engen Austausch. 1923 wurde die Sowjetisch-deutsche Gesellschaft „Kultur und Technik“ zum wissenschaftlichen und technischen Austausch gegründet. Ein am 12. Oktober 1925 abgeschlossenes Wirtschaftsabkommen bildete die Grundlage für eine Vertiefung der Wirtschaftsbeziehungen. Deutschland vergab Kredite und unterstützte die Industrialisierung mit Expertenwissen, während die Sowjetunion Rohstoffe an Deutschland lieferte. Gustav Stresemann äußerte gegenüber Austen Chamberlain und Aristide Briand 1927, dass er „jede Idee eines Kreuzzuges gegen Russland“ für „töricht und unsinnig“ halte und forderte die Einbindung der sowjetischen Wirtschaft in die kapitalistische Wirtschaftsordnung Westeuropas. In den späten 1920er Jahren unterstützte Deutschland die Modernisierung der sowjetischen Industrie und half beim Aufbau der Panzerproduktion im Leningrader Bolschewik-Werk und dem Charkower Lokomotivwerk. Flankiert wurde dies durch eine enge wissenschaftliche und technische Zusammenarbeit. Die Akademie der Wissenschaften der UdSSR und die Notgemeinschaft der Deutschen Wissenschaft führten 1928 die Deutsch-Sowjetische Alai-Pamir-Expedition durch. Im Januar 1932 wurde die Arplan, eine Studiengesellschaft deutscher Wissenschaftler zur Erforschung der Planwirtschaft in der Sowjetunion, gegründet. Mit dem Pjatakov-Abkommen von 1931 begann die UdSSR massenhaft Maschinen aus Deutschland zu importieren.

#### Sowjetischer Einfluss auf die deutsche Arbeiterbewegung

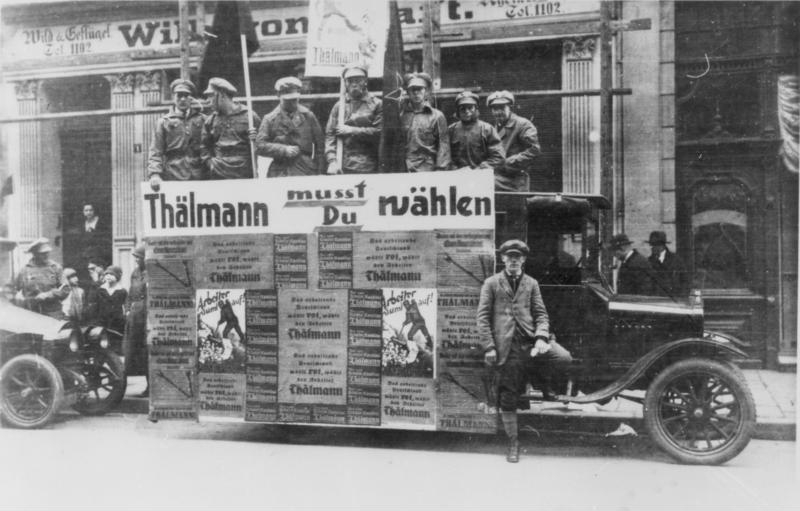
Wahlwerbung für Ernst Thälmann bei der Reichspräsidentenwahl 1925

Nach der Niederschlagung des Spartakusaufstand und den Morden an Karl Liebknecht und Rosa Luxemburg 1919 musste Sowjetrussland die bestehende politische Ordnung der Weimarer Republik akzeptieren, unterhielt jedoch enge Kontakte zu der unter ihrer Führung entstandenen Kommunistischen Partei Deutschlands (KDP) und der Arbeiterbewegung in Deutschland. Lenin selbst sah in Deutschland und seinen Arbeitern den Schlüssel zur Weltrevolution. Die deutsche Linke wurde von dem Verhältnis zum Sowjetkommunismus allerdings gespalten, so lehnte die Sozialdemokratische Partei Deutschlands (SPD, bzw. MSPD) den Sowjetkommunismus ab, was von den Bolschewiken als Verrat aufgefasst wurde. Ein kommunistischer Putschversuch 1923 (Deutscher Oktober) war von der Sowjetunion unterstützt und als untrügliches Zeichen der Weltrevolution gedeutet worden, scheiterte allerdings nach kurzer Zeit kläglich. Ein anhaltendes Problem blieb der große Unterschied der sozialen und gesellschaftlichen Bedingungen in beiden Ländern. In organisierten Propagandatouren durften zahlreiche deutsche Kommunisten und Sozialdemokraten die Sowjetunion als gelobtes Land der internationalen Arbeiterbewegung besuchen. In der sozialdemokratischen Presse überwog allerdings die negative Berichterstattung über die Zustände in der UdSSR.
Mit dem Tod Lenins und der Machtergreifung Josef Stalins ab 1927 begann die Phase des Stalinismus. Unter seinem Einfluss wurde auch die Stalinisierung der deutschen KPD eingeleitet. Über den Einfluss des Komintern wurde die KPD so ein Anhängsel der sowjetischen Politik, die eine kompromisslose Abgrenzung gegenüber allen nichtrevolutionären Kräften verfolgte. Im Frühjahr 1928 erreichte eine Komintern-Direktive die KPD, nach der die Sozialdemokratie als „Hauptfeind“ zu betrachten sei. Stalin hatte Faschismus und Sozialdemokratie schon vorher als „Zwillingsbrüder“ bezeichnet. Die daraus folgende Weigerung der KPD, mit den „Sozialfaschisten“ zusammenzuarbeiten, um eine Einheitsfront gegen den aufkommenden Nationalsozialismus zu bilden, war einer der Faktoren, der die Machtergreifung der NSDAP unter Adolf Hitler im Jahre 1933 möglich machten.

### NS-Staat und Sowjetunion

#### Hitler und Stalin zwischen 1933 und 1941

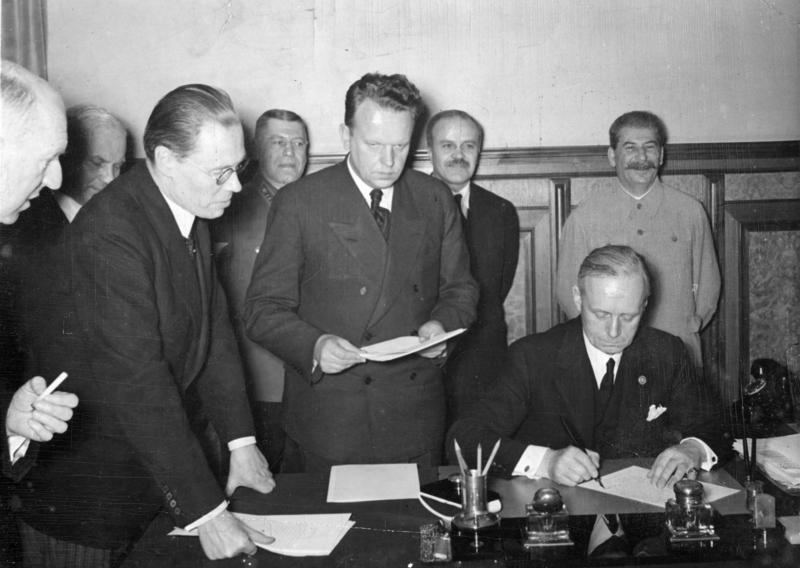
Unterzeichnung des Deutsch-sowjetischen Nichtangriffspakt durch Ribbentrop. Im Hintergrund Stalin, Molotow und Schaposchnikow, vorn u. a. der Botschafter der Sowjetunion, A. A. Schkwarzew und Gustav Hilger.

Die Machtergreifung Hitlers stellte eine schwere Belastung für die Beziehungen zur Sowjetunion dar. Das Weltbild der Nazis sah im „jüdischen Bolschewismus“ ihr hauptsächliches politisches Feindbild und die deutschen Kommunisten gehörten zu den frühesten Opfern der unter ihrer Herrschaft beginnenden Terror- und Verfolgungswelle, infolgedessen zahlreiche KPD-Kader in die Sowjetunion flohen. Die Nazis fuhren die Beziehungen zu der UdSSR deutlich zurück, obwohl ihr erster Außenminister Konstantin von Neurath aufgrund der großen Bedeutung dieser Zusammenarbeit dagegen war. Die politische Verständigung zwischen der Sowjetunion und NS-Deutschland wurde schließlich durch den Deutsch-polnischen Nichtangriffspakt vom 26. Januar 1934 zwischen Deutschland und Polen beendet, was zum Abbruch der bisherigen militärischen Kooperation führte. Im Mai 1935 wurde der Sowjetisch-französische Beistandsvertrag geschlossen, den Hitler als Vorwand für die Rheinlandbesetzung (1936) nutzte. Am 25. November 1936 schlossen Deutschland und Japan den Antikominternpakt, dem das faschistische Italien 1937 beitrat. Während des Spanischen Bürgerkriegs (1936–1939) unterstützten die Sowjets die Republikaner und die Nazis die Faschisten. Trotz dieser Verschlechterung der Beziehungen leistete die UdSSR weiterhin Rohstofflieferungen an die Deutschen, die für die Aufrüstung der Wehrmacht wichtig war. Währenddessen fielen zahlreiche deutsche Kommunisten in der UdSSR den im Herbst 1936 intensivierten großen Terror Stalins zum Opfer. Da er in seiner Paranoia allen Ausländern misstraute, fielen mehr KPD-Spitzenfunktionäre Stalin zum Opfer als Hitler. Wegen der Säuberungen konnten auch nicht mehr alle Auslandsbotschaften weiterbetrieben werden, da Stalin auch Diplomaten misstraute. Außerdem ließ er einen Großteil der Führung der Roten Armee hinrichten. Diese chaotischen Verhältnisse wurden von Hitler als Schwäche wahrgenommen.

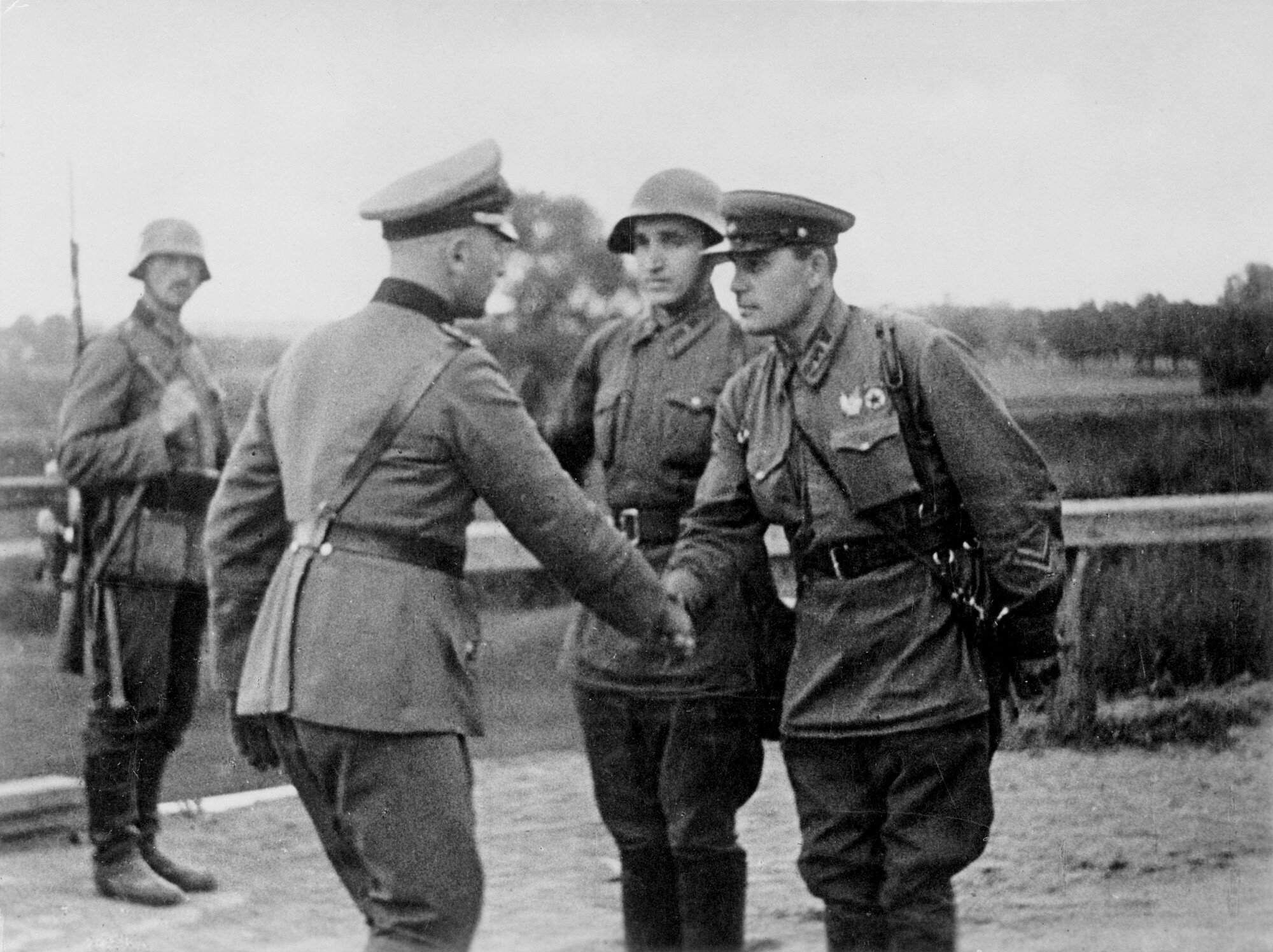
Deutsche und sowjetische Truppen geben sich die Hand im besetzten Polen (1939)

1939 kam es zu einer Annäherung zwischen den Sowjets und Hitler, als der den Deutschen freundlicher gesinnte Wjatscheslaw Molotow neuer Außenminister wurde. Für seine Kriegspläne brauchte Hitler gigantische Mengen an Erdöl und anderen Rohstoffen, die die Sowjets liefern konnten. Mit dem Deutsch-Sowjetischen Wirtschaftsvertrag vom 19. August 1939 wurden sowjetische Rohstofflieferungen im Gegenzug für die Lieferung deutscher Industriegüter vereinbart, womit an die vorherige deutsch-sowjetische Kooperation der Weimarer Zeit angeknüpft wurde. Der Wirtschaftsvertrag begründete ein Zweckbündnis der beiden totalitären Diktaturen und bildete die Grundlage für den am 5. August geschlossenen Deutsch-sowjetischen Nichtangriffspakt. Mit dem geheimen Deutsch-Sowjetischen Grenz- und Freundschaftsvertrag als Ergänzung zum Nichtangriffspakt vereinbarten Hitler und Stalin dabei auch die spätere Aufteilung Polens und des Baltikums. Mit dem Bündnis beider Mächte kam es auch zu einer Zusammenarbeit von NKWD und der Gestapo und die Sowjets lieferten politische Verfolgte an die Nazis aus. Mit dem deutschen Überfall auf Polen begann am 1. September 1939 der Zweite Weltkrieg. Die Sowjets begannen knapp zwei Wochen später mit der Besetzung Ostpolens und im Frühjahr 1940 besetzte die Rote Armee die drei baltischen Staaten. Bei der Unterdrückung des polnischen Widerstands arbeiteten die beiden Aggressoren zusammen und bis 1941 profitierte Deutschland von den sowjetischen Rohstofflieferungen für seine Kriegsführung.
Wie genau und warum es zu der unerwarteten Annäherung beider Regime kam, die völlig gegensätzliche Ideologien vertraten, ist Gegenstand von anhaltenden Diskussionen in der Geschichtswissenschaft. Erklärungen reichen von rein taktischen und geopolitischen Erwägungen bis hin zu einer grundsätzlichen Wesensverwandheit beider Regime und ihrer Führung.

#### Deutsch-sowjetischer Krieg

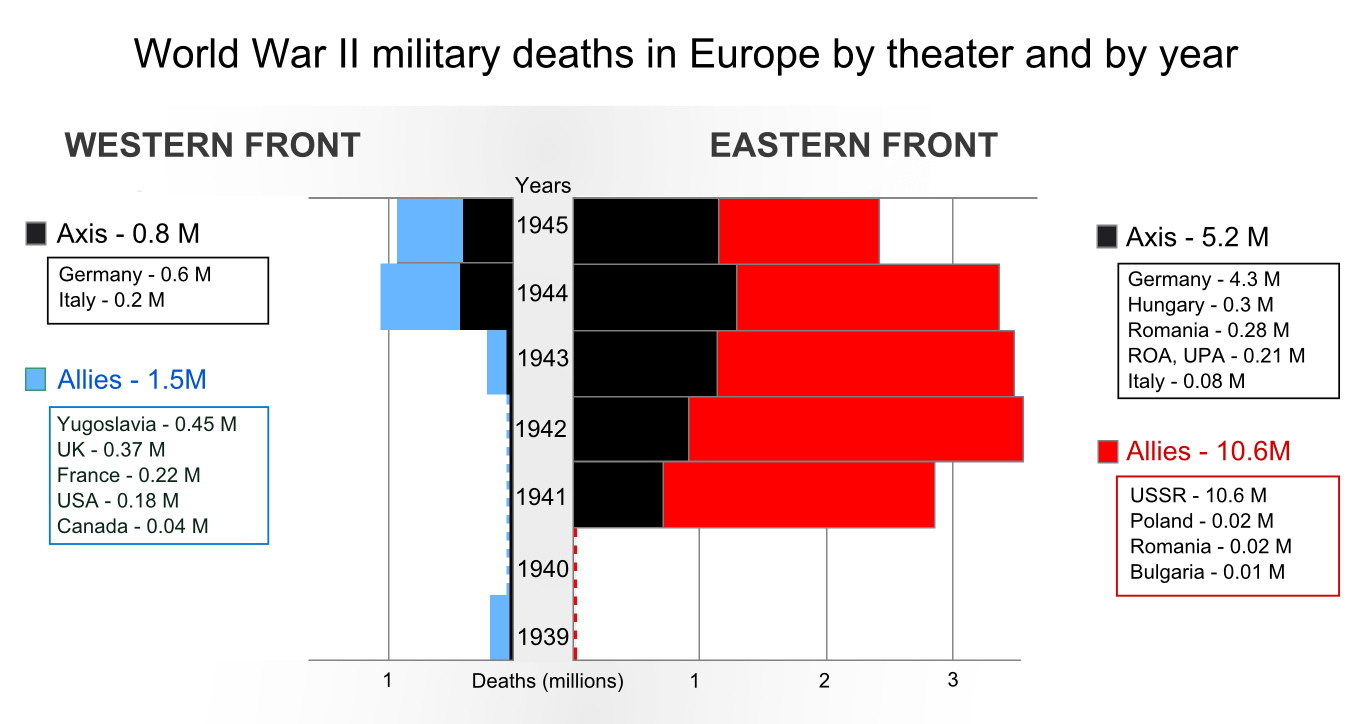
Sowjetische und deutsche militärische Verluste im Zweiten Weltkrieg

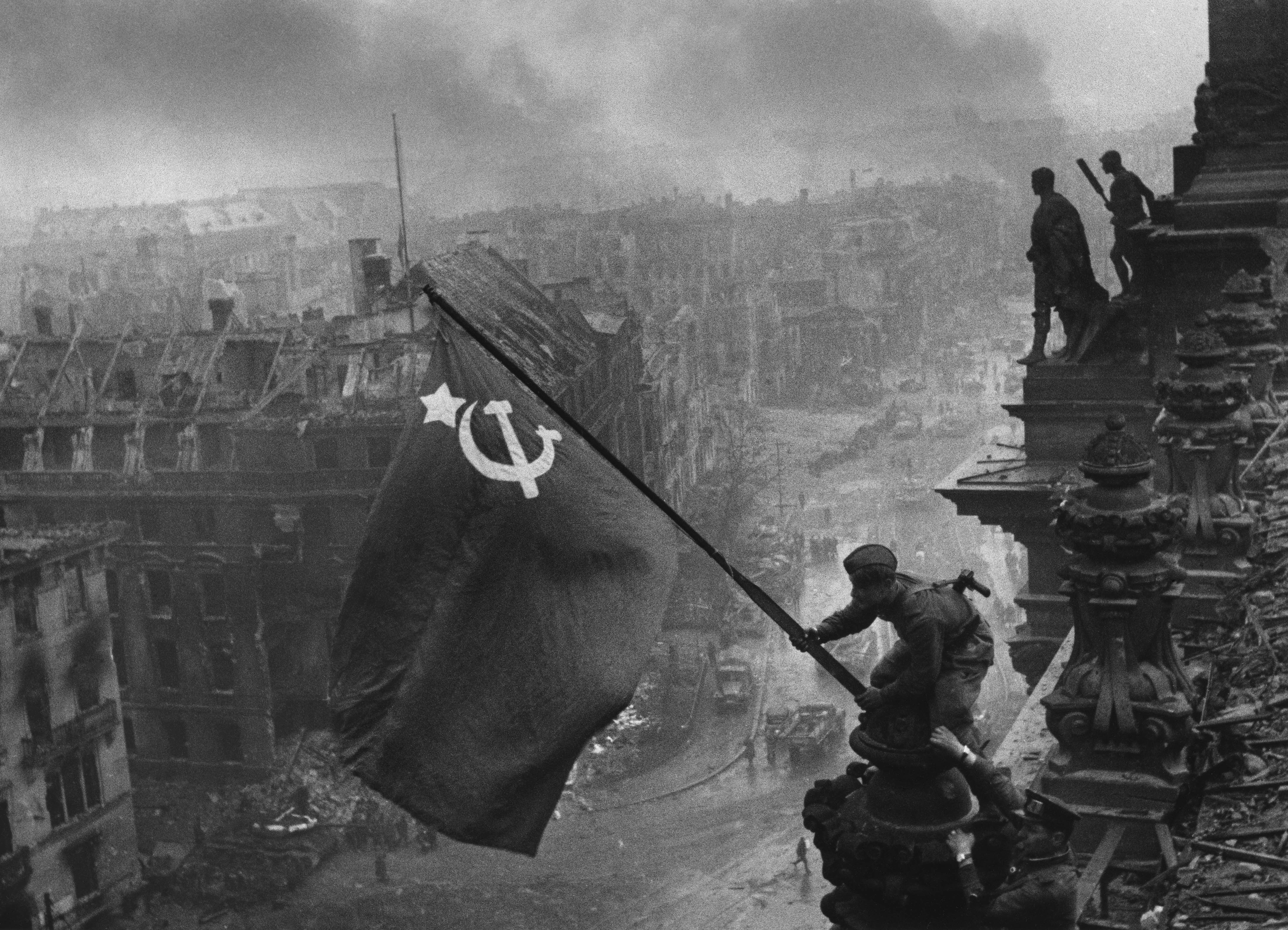
Sowjetische Flagge wird auf dem Reichstag im zerstörten Berlin gehisst (1945)

Der erfolgreiche Westfeldzug der Deutschen, bei dem zahlreiche schnelle Siege errungen werden konnten, sorgte für Übermut auf deutscher Seite. Die Sowjetunion tat sich dagegen sehr schwer im Winterkrieg gegen Finnland und erlitt hohe Verluste. Ab dem Dezember 1940 wies Hitler die Wehrmacht an, mit den Vorbereitungen für einen Krieg gegen die Sowjetunion zu beginnen. Der Kriegsplan stimmte überein mit den von Hitler schon lange angekündigten Plänen zur Eroberung von Lebensraum im Osten und der Vernichtung des Bolschewismus, welche sich durch das kurzzeitige Zweckbündnis mit Stalin nicht geändert hatten. Gleichzeitig verfolgte er neben den ideologischen Kriegszielen auch konkrete kriegswirtschaftliche Pläne, die direkte Kontrolle über die fruchtbaren Böden der Ukraine und die Ölvorkommen des Kaukasus zu erlangen. Der Überfall auf die Sowjetunion begann schließlich am 22. Juni 1941, als 3 Millionen Soldaten die Grenze zur UdSSR überschritten. Stalin war von seinen eigenen Militärs und den Briten vor dem bevorstehenden deutschen Angriff gewarnt worden, schenkte diesen Berichten aber keinen Glauben. Nach dem Beginn des Krieges soll Stalin ungläubig reagiert haben und verbrachte in den ersten Tagen mehr Zeit in seiner Datsche als im Kreml, während die Deutschen vorrückten. Nach einiger Zeit erholte er sich und rief am 3. Juli 1941 in einer Radioansprache an die Bevölkerung den „Großen Vaterländischen Krieg“ gegen die faschistischen Invasoren aus.
Die deutsche Wehrmacht verfügte zu Kriegsbeginn über 153 Divisionen mit mehr als drei Millionen Soldaten, die von Verbündeten aus Ungarn, Rumänien, Finnland, der Slowakei und Italien unterstützt wurden. Die Rote Armee umfasste 4,7 Millionen Soldaten, von denen jedoch nur die Hälfte im Westen der Sowjetunion stationiert waren. Die ersten Monate des Krieges waren von deutschen Erfolgen geprägt, was auch dem Überraschungsmoment zu verdanken war. Die Deutschen konnten bis Ende 1941 den Großteil der Ukraine und Weißrussland einnehmen und begannen im September 1941 die dreijährige Blockade von Leningrad. Die Schlacht um Moskau markierte einen Wendepunkt im Krieg, da die deutsche Wehrmacht im Winter 1942 erstmals eine strategische Niederlage erlitt und ihre Hoffnung auf einen schnellen Sieg aufgeben musste. Die Eroberung des Kaukasus in der folgenden Operation Blau schlug fehl und die für beide Seiten extrem verlustreiche Schlacht von Stalingrad endete in einer katastrophalen Niederlage für Hitler. Nach Stalingrad war das deutsche Offensivpotential erschöpft und das Unternehmen Zitadelle im Sommer 1943 stellte die letzte bedeutende deutsche Offensive dar. Mit der Operation Bagration konnten die Sowjets bis August 1944 bis an die Weichsel vorstoßen. Nach der Wende des Krieges diskutierten Churchill, Roosevelt und Stalin auf den Konferenzen von Teheran (Ende 1943) und Jalta (Februar 1945) die Nachkriegsordnung, darunter die Zukunft Deutschlands. Stalin setzte nach der Eroberung Polens die vorher beschlossene Westverschiebung Polens durch und legte die Oder-Neiße-Grenze unilateral als neue deutsch-polnische Grenze fest. Die Herrschaft von Hitlers Regime über Deutschland endete schließlich mit der Eroberung Berlins durch die Rote Armee im Mai 1945.
Der deutsch-sowjetischen Krieg war der verlustreichste Krieg der Weltgeschichte. Er kostete 3,5 Millionen deutschen Soldaten und über 25 Millionen Sowjetbürgern das Leben. Das nationalsozialistische Deutschland führte den Angriffskrieg von Anfang an als Vernichtungskrieg. Mit dem Kommissarbefehl gaben die NS-Führung den rechtswidrigen Befehl, alle Politkommissare der Roten Armee zu erschießen. Truppen der SS und Wehrmacht beteiligten sich an unzähligen Kriegsverbrechen, darunter der Umsetzung des Holocaust. Von den 5,7 Millionen sowjetischen Kriegsgefangenen starb die Hälfte in deutscher Kriegsgefangenschaft durch Krankheit, Gewalt, Hunger oder Vernichtung durch Arbeit. Die deutschen Besatzungsbehörden bekämpften Widerstand mit verbrannter Erde und ließen Millionen sowjetische Zivilisten absichtlich verhungern. Auch von der Sowjetunion wurden Kriegsverbrechen verübt, darunter die massenhafte Vergewaltigung deutscher Frauen und die von ihr eingeleitete oder unterstützte Flucht und Vertreibung Deutscher aus Mittel- und Osteuropa.

### BRD und Sowjetunion

#### Westintegration der BRD
Nach der Niederlage Deutschlands im Zweiten Weltkrieg wurde Deutschland in vier Besatzungszonen eingeteilt. Nachdem die Siegermächte (Frankreich, Großbritannien, Sowjetunion und die USA) aufgrund ihrer großen ideologischen Unterschiede, sich nicht auf ein vereinigtes Nachkriegsdeutschland einigen konnten, bildeten 1949 die Besatzungszonen der drei Westmächte die Grundlage für die Bundesrepublik Deutschland (BRD) und die sowjetische Zone die Grundlage für die Deutsche Demokratische Republik (DDR). Während die BRD als ein demokratisch konzipiertes Staatswesen mit marktwirtschaftlicher Ordnung entstand, wurde die DDR ein realsozialistischer Einparteienstaat mit enger Anlehnung an die Sowjetunion. Dies entsprach auch der ideologischen Konfliktlinie zwischen den Westmächten und den Sowjets, die sich mit dem beginnenden Kalten Krieg verfestigte. Der erste Bundeskanzler der BRD, Konrad Adenauer (Amtszeit 1949–1963), verfolgte eine Politik der Westintegration und zog diese auch einer möglichen Wiedervereinigung mit deutscher Neutralität vor. Mit den Stalin-Noten im März 1952 machten der sowjetische Diktator ein derartiges Angebot, dessen Ernsthaftigkeit unter Historikern umstritten ist. Von Adenauer und der westdeutschen Öffentlichkeit wurde das Angebot abgelehnt; zu diesem Zeitpunkt sahen zwei Drittel der Westdeutschen die Sowjetunion als Bedrohung an und misstrauten auch deshalb Stalins Vorschlägen.
Im Mai 1955 erhielt Deutschland mit den Pariser Verträgen seine volle außenpolitische Souveränität zurück und der Beitritt ins westliche Lager wurde mit dem NATO-Beitritt der BRD im selben Jahr verfestigt. Die Aufnahme diplomatische Beziehungen zu der Sowjetunion erfolgte am 8. September 1955. Vorausgegangen waren langwierige Verhandlungen zwischen Adenauer und den Sowjets in Moskau über die Freilassung und Rückkehr der letzten Deutschen in sowjetischer Kriegsgefangenschaft, wofür Adenauer einen Sonderzug nach Moskau kommen ließ. Schließlich konnten 40.000 Kriegsgefangene nach Deutschland heimkehren. Nach der Aufnahme diplomatischer Beziehungen zu den Sowjets wurden Verhandlungen über eine deutsche Wiedervereinigung nicht mehr ernsthaft geführt und die BRD führte die Hallstein-Doktrin ein, nach der diplomatische Beziehungen mit Staaten verweigert wurden, welche die DDR diplomatisch anerkannten. Mit der Befestigung der innerdeutschen Grenze und der Errichtung der Berliner Mauer wurde 1961 die Teilung Deutschland vollendet. Im Rahmen der deutschen Wiederbewaffnung und der NATO-Integration legte die Bundesrepublik ihre Verteidigungsstrategie auf die Abwehr eines sowjetischen Angriffs aus. Die gegenseitigen Beziehungen blieben deshalb bis weit in die 1960er Jahre von beidseitigem Misstrauen geprägt.

#### Neue Ostpolitik und westdeutsche Annäherung an die UdSSR

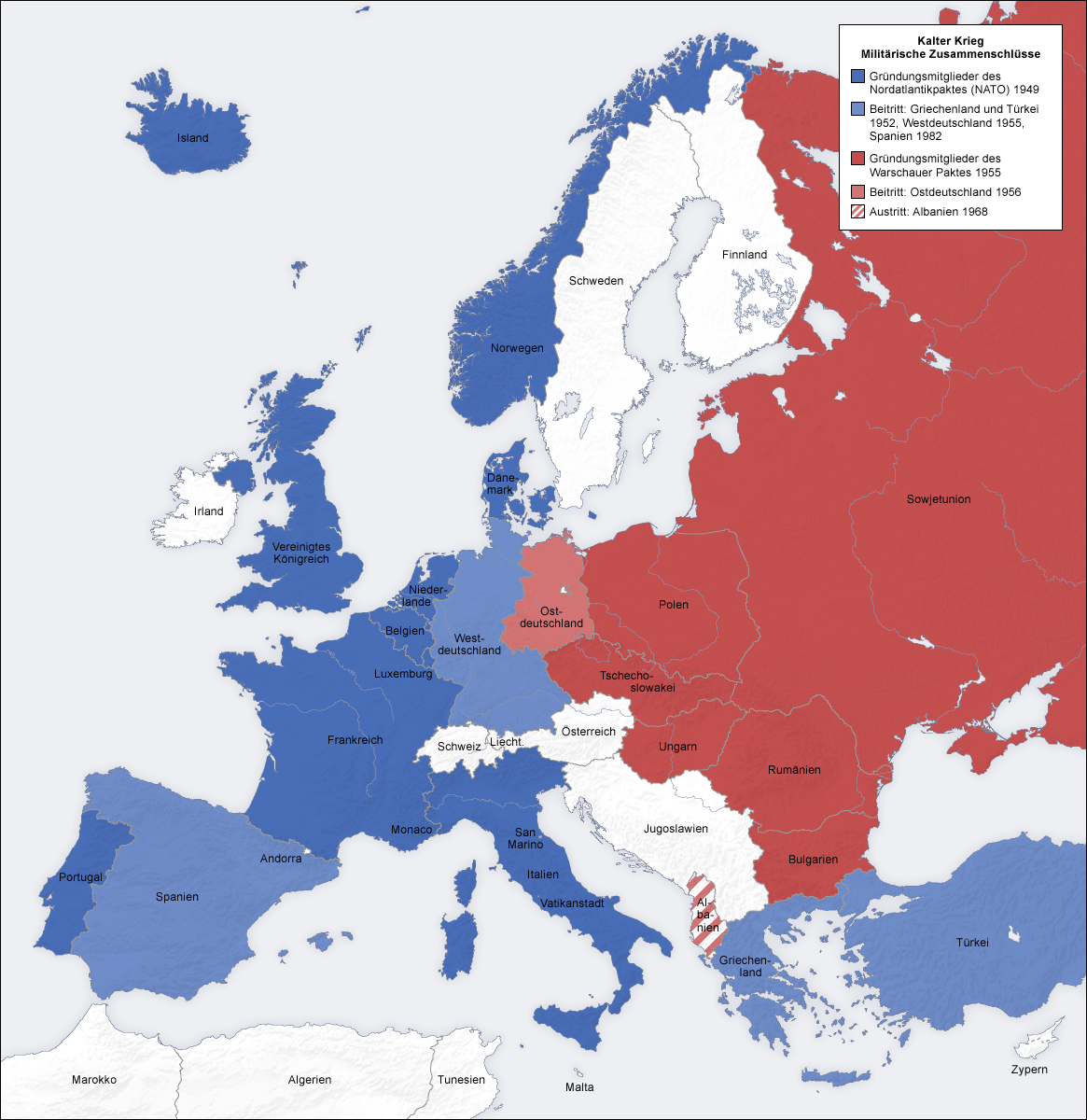
Die Blöcke in Europa: blau der Westen, rot der Ostblock, weiß neutrale Staaten

Eine Wende in der westdeutschen Politik war die Amtszeit von Willy Brandt (1969–1974) als Bundeskanzler der BRD. Seine neue Ostpolitik sah eine de-Facto Anerkennung der deutschen Teilung (einschließlich der Aufgabe der Hallstein-Doktrin) und eine verbesserte Beziehung zu den Staaten des Ostblocks vor. Infolgedessen verstärkten sich die Kontakte zwischen der BRD und der Sowjetunion und die Beziehungen intensivierten sich. Bilaterale Abkommen wurden geschlossen, darunter der Moskauer Vertrag (1970), und ebneten den Weg für weitere Ostverträge. Für seine Entspannungspolitik erhielt Brand 1971 den Friedensnobelpreis und wurde damit zu einem weltweit anerkannten Staatsmann. Innerhalb der Konferenz über Sicherheit und Zusammenarbeit in Europa kooperierten ab 1973 u. a. beide deutsche Staaten und die Sowjetunion zur Wahrung des Friedens in Europa. Diese Annäherung begünstigte eine verstärkte Häufigkeit bilateraler Staatsbesuche und intensivierten kulturellen und wirtschaftlichen Austausch. Im Mai 1978 schlossen beide Länder einen Vertrag über wirtschaftliche Zusammenarbeit ab, der gemeinsame wirtschaftliche Projekte wie die westsibirische Erdgasleitung ermöglichte.
Mit der sowjetischen Invasion in Afghanistan 1979 und dem Amtsantritt von Ronald Reagan 1981 als US-Präsident verschärfte sich die Blockkonfrontation wieder. Die BRD gehörte zu den Staaten, die die Olympischen Sommerspiele 1980 in Moskau boykottierten, um gegen den Einfall in Afghanistan zu protestieren. Nach dem NATO-Doppelbeschluss wurden 1983 in Westdeutschland unter Kanzler Helmut Kohl ⁣⁣mit Atomsprengköpfen bestückter Mittelstreckenraketen vom Typ Pershing II und Marschflugkörper vom Typ BGM-109G Gryphon stationiert, was auch innenpolitisch hochumstritten war und eine wütende deutschfeindliche „Revanchismus“-Kampagne in der Sowjetunion auslöste. Eine Entspannung erfolgte mit dem Amtsantritt des sowjetischen Reformers Michail Gorbatschow 1985. Das persönliche Verhältnis von Kanzler Kohl zu Gorbatschow war allerdings nicht immer völlig unbelastet, so löste dieser 1987 einen diplomatischen Eklat aus, als er Gorbatschow mit Joseph Goebbels verglich, wofür er sich entschuldigen musste. Trotzdem konnten beide Männer erfolgreich über Abrüstung und die Beendigung des Kalten Krieges verhandeln. Die sowjetisch-westdeutschen Beziehungen erreichten ihren Höhepunkt in dieser Phase und 1987 stuften nur noch 29 % der bundesdeutschen Bürger die Sowjetunion als Bedrohung ein (1984 waren es 47 % gewesen). Nach den Revolutionen von 1989 stimmten die Sowjets unter Gorbatschow schließlich der deutschen Wiedervereinigung zu.

### DDR und Sowjetunion

#### Die DDR als Satellitenstaat
Die Deutsche Demokratische Republik entstand als Erbe des Zweiten Weltkriegs aus der Sowjetischen Besatzungszone. Schon 1946 gründeten die Sowjets die Grenzpolizei, ⁣⁣um die entstehende Grenze zu sichern. Die Sowjets setzten den 1945 aus dem sowjetischen Exil  heimgekehrten deutschen Kommunisten Walter Ulbricht ein, dessen Gruppe Ulbricht mit dem Aufbau neuer staatlicher Strukturen beauftragt wurde. Die erzwungene Vereinigung der KPD mit der SPD zur Sozialistischen Einheitspartei Deutschlands (SED) wurde im April 1946 unter dem Einfluss der Sowjetmacht vollzogen. Der Aufbau einer der Sowjetunion angelehnten Zentralverwaltungswirtschaft begann im Juni 1947 mit der Schaffung der Deutschen Wirtschaftskommission. Nach der Gründung der SED war Ulbricht zunächst an den Rand gedrängt worden, bekam allerdings 1948 von Stalin den Auftrag, die neue Partei ideologisch zu „säubern“. Eine Kampagne zur Bereinigung der SED von Einflüssen des Titoismus und der Sozialdemokratie erfolgte und die SED wurde dem stalinistischen Parteimodell angeglichen. Als Belohnung wurde Ulbricht der führende Politiker der am 7. Oktober 1949 gegründeten Deutschen Demokratischen Republik. Diese war unter direktem sowjetischem Einfluss und Anleitung entstanden und nach ihrem Modell errichtet worden. Sie wurde deshalb häufig als Satellitenstaat bezeichnet. Dies gilt besonders für die Anfangszeit der DDR, während der sowjetische Einfluss auf die DDR-Außenpolitik in den 1970er Jahren abnahm.
Nachdem Adenauer die Angebote der Stalin-Noten abgelehnt hatte, wurde die Ostintegration der DDR verstärkt und die SED verkündete den Aufbau des Sozialismus im Juli 1952. Die Propaganda verkündete die Parole „Von der Sowjetunion lernen heißt siegen lernen.“ Nachdem eine „Verschärfung des Klassenkampfes“ angekündigt wurde, kam es zu einer Verschlechterung der Wirtschaftslage. Eine Erhöhung der Arbeitsnormen kurz nach Stalins Tod löste den Aufstand vom 17. Juni 1953 aus, der mithilfe von sowjetischen Panzern niedergeschlagen wurde, wobei es mindestens 50 Tote gab. Bis zu 1.500 Personen wurden zu Haftstrafen verurteilt und die Rote Armee sprach fünf Todesurteile aus. Der staatliche Sicherheitsapparat wurde daraufhin verstärkt und die Migration gen Westen stieg an. Im Rahmen der Entstalinisierung verkündete Ulbricht nun einen „deutschen Weg zum Sozialismus“, den er vorher noch abgelehnt hatte. Die Anlehnung an die Sowjetunion blieb allerdings eng und die DDR trat 1955 mit dem „Vertrag über die Beziehungen zwischen der DDR und der UdSSR“ dem Warschauer Pakt bei. Offiziell waren die Nationale Volksarmee (NVA) und die Sowjetarmee „Sozialistische Waffenbrüder“. Über den Rat für gegenseitige Wirtschaftshilfe war die DDR wirtschaftlich eng an die Sowjetunion angebunden und wurde von der ab 1959 errichteten Erdölleitung Freundschaft mit Erdöl versorgt. Die UdSSR war für die DDR der mit Abstand wichtige Handelspartner, wobei der Handel mit der DDR durchaus auch für die Sowjets bedeutsam war.
Im November 1958 begann die Berlin-Krise, als Nikita Chruschtschow eine Revision der Potsdamer Abkommen forderte. Infolgedessen stationierten die Sowjets erstmals Atomraketen auf dem Staatsgebiet der DDR, die Westeuropa erreichen konnten. Währenddessen führte eine zweite Welle des „sozialistischen Aufbaus“ zur weitgehenden Kollektivierung der Landwirtschaft und einer verstärkten Abwanderung der Bevölkerung. Als Reaktion darauf begann die DDR 1961 mit dem Bau der Berliner Mauer und der Absperrung der Grenze zu der BRD, um die Bevölkerung von der Abwanderung abzuhalten, was in der DDR als Errichtung eines „antifaschistischen Schutzwall“ bezeichnet wurde. Die Schließung der Grenze erfolgte auf Initiative von Chruschtschow, der um das Überleben der DDR bei anhaltender Abwanderung fürchtete. Er gab gegenüber Hans Kroll zu Protokoll „Natürlich, wir haben die Grenze geschlossen, das geschah auf unser Betreiben hin. Technisch hat das die DDR durchgeführt, weil das eine deutsche Frage ist.“ Öffentlich distanzierte er sich jedoch davon und ließ stattdessen Ulbricht sprechen, da der Mauerbau ein eindeutiges Eingeständnis der Schwäche war.

#### Zunehmende Eigenständigkeit der DDR in der Deutschlandpolitik

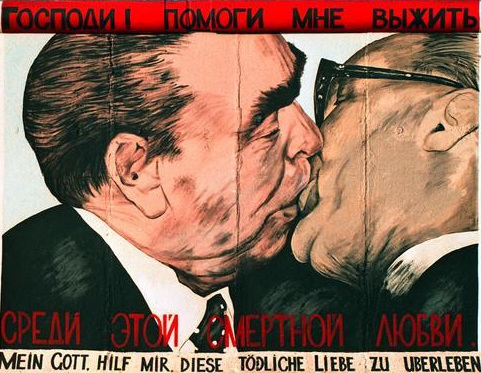
Abbildung des sozialistischen Bruderkuss von Leonid Breschnew und Erich Honecker

Die Hoffnung auf einen Reformkommunismus während des Prager Frühlings 1968 wurde mit der Niederschlagung der Liberalisierungsbewegung durch die sowjetischen Streitkräfte enttäuscht. Die Nationale Volksarmee unterstützte die militärische Unterdrückung der Reformbewegung logistisch, marschierte allerdings nicht mit in die Tschechoslowakei ein. In den späten 1960er Jahren zeigte die DDR erstmals eine größere Eigenständigkeit, so z. B. bei der Verhandlung der Ostverträge mit der BRD. Im April 1971 übernahm schließlich Erich Honecker die Macht im Staat, der während seines Machtkampfs mit Ulbricht die Unterstützung von Leonid Breschnew gewinnen konnte. Honecker lehnte sich sehr eng an das sowjetische Modell an, womit er die Beziehungen mit der UdSSR verbessern konnte. 1974 verkündete er, „daß es praktisch kein entscheidendes Gebiet des täglichen Lebens gibt, in dem sich nicht die Freundschaft zur Sowjetunion widerspiegelt.“ Trotz der Bündnistreue von Honecker versuchte auch dieser Eigenständigkeit in seiner Deutschlandpolitik auszuüben. Auch weil wirtschaftliche Notwendigkeiten ihn dazu zwangen, da die Mängel der Planwirtschaft immer offensichtlicher wurden und die DDR zunehmend auf Kredite aus dem Westen angewiesen war.
Mit der verschärften Konfrontation mit dem Westen gegen Ende der 1970er Jahre wollten die Sowjets ein Ende der innerdeutschen Annäherung der DDR an die BRD erzwingen. Die DDR weigerte sich jedoch und unterzeichnete trotz des Missfallens der Sowjets 1978 ein neues deutsch-deutsches Verkehrsabkommen. 1981 reduzierten die Sowjets ihre Rohstofflieferungen, woraufhin die BRD Hilfszahlungen im Gegenzug für Reiseerleichterungen für DDR-Bürger anbot. Die DDR war aufgrund der schlechten Wirtschaftslage gezwungen, das Angebot anzunehmen, was Moskau erneut brüskierte. Nachdem unter Gorbatschow ab Mitte der 1980er Jahre Reformen eingeleitet wurden, verweigerte sich nun Honecker jeglichen Veränderungen und entfernte sich zunehmend von der Realität. Der Hardliner Honecker hatte schon 1981 die NVA in die Volksrepublik Polen einmarschieren lassen wollen, um die Solidarność zu unterdrücken und verkündete 1988 einen Sozialismus in den Farben der DDR, um sich von den Reformern im Kreml abzugrenzen. Gorbatschow besuchte die DDR im Oktober 1989 zum letzten und 40. Jahrestages ihres Bestehens, wobei der Auflösungsprozess des Ostblocks bereits begonnen hatte. Er warnte dabei die DDR-Führung, sich weiter Reformen zu verzweigen mit den Worten „Wenn wir zurückbleiben, bestraft uns das Leben sofort.“ Ein Reporter konstruierte daraus den bekannten Ausspruch „Wer zu spät kommt, den bestraft das Leben.“

### Wiedervereinigtes Deutschland und die Sowjetunion

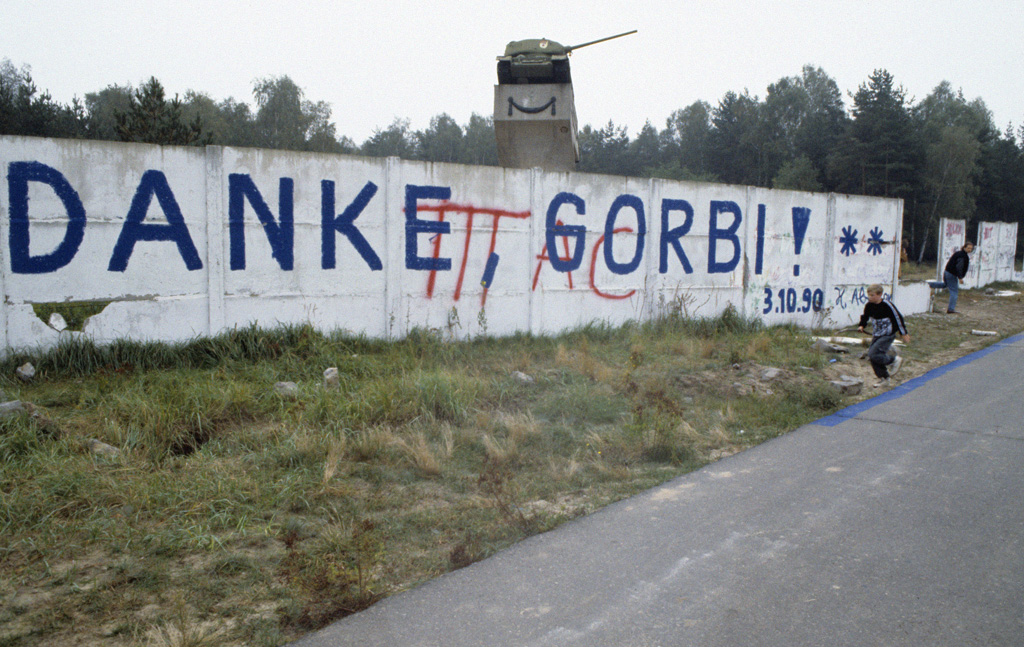
Berliner Mauer am 3. Oktober 1990

Beziehungen zwischen dem wiedervereinigten Deutschland und der UdSSR bestanden vom 3. Oktober 1990 (Tag der Deutschen Einheit) bis zum 26. Dezember 1991, dem Tag der endgültigen Auflösung der Sowjetunion. Vor der deutschen Wiedervereinigung war es zu intensiven Verhandlungen zwischen Gorbatschow, Kohl und den westlichen Großmächten gekommen. Schließlich wurde der Zwei-plus-Vier-Vertrag verhandelt. Wichtige Themen während und nach der Einigung waren auch der Rückzug sowjetischer Soldaten aus Ostdeutschland und deutsche Wirtschaftshilfen und Kredite für die bankrotte UdSSR. Um eine zukünftige NATO-Osterweiterung soll es in den Verhandlungen dagegen nicht gegangen sein, eine verbindliche Zusage, diese nicht durchzuführen, soll nie gemacht worden sein. Gorbatschow und sein Nachfolger Boris Jelzin waren der Ansicht, dass die spätere Aufnahme von Ländern wie Polen durch die NATO gegen den Geist der damaligen Vereinbarungen verstieß. Helmut Kohl war gegen die Unabhängigkeit der Baltischen Staaten und versuchte die Sowjetunion als Staat zu erhalten, auch weil er den Sturz des Reformers Gorbatschow und Chaos in Moskau fürchtete. Nach dem gescheiterten Augustputsch in Moskau durch kommunistische Hardliner kam es schließlich zum Zusammenbruch der UdSSR, als die Unionsrepubliken ihre Unabhängigkeit erklärten.